# Nycklevattnet (Högsäters socken, Dalsland)
Nycklevattnet är en sjö i Färgelanda kommun i Dalsland och ingår i Göta älvs huvudavrinningsområde. Nyckelvattnet ligger i Kroppefjäll Natura 2000-område.